# إعلان ويندهوك
إعلان ويندهوك هو بيان لمبادئ حرية الصحافة وضعه الصحفيون الأفارقة في عام 1991. وقد أُعد الإعلان في حلقة دراسية نظمتها منظمة اليونسكو عن “تنمية صحافة إفريقية مستقلة وتعددية,” في ويندهوك بنامبيا في الفترة من 29 أبريل وحتى 3 مايو، ثم اعتمدته اليونسكو بعد ذلك. وقد جاء الاجتماع عقب الأزمات المختلفة التي واجهتها إفريقيا في الثمانينيات وجاء الإعلان مستلهمًا من حركة التحول للديمقراطية في المنطقة التي تلت هذه الأزمات بالإضافة إلى نهاية الحرب الباردة.
واختصارًا، كان الإعلان نتاج نظرة طويلة وصريحة إلى المشكلات التي تعاني منها الصحافة المطبوعة في إفريقيا، ويعدد أمثلة لاستخدام الإرهاب والسجن والرقابة في جميع أنحاء إفريقيا. وانطلاقًا من اقتناع راسخ بالارتباط بين الاستقلال التام للصحافة ونجاح الديمقراطية القائمة على المشاركة، ينادي الإعلان بحرية واستقلال الصحافة وتمتعها بالتعددية في جميع أنحاء العالم. كما يشدد الإعلان على أن حرية الصحافة لا غنى عنها للديمقراطية وأنها من حقوق الإنسان الأساسية. كما أبرز المشاركون في الحلقة الدراسية المشكلات العملية التي تواجه الصحفيين في إفريقيا، وخاصة المشكلات المتعلقة بالحصول على أحدث المعدات والتعاون داخل الشركات وتوفير التدريب الكافي.
ولأن الإعلان كان منصبًا في معظمه على الصحافة المطبوعة في ظل غياب أي وجود بارز لمحطات الإذاعة والتلفزيون المستقلة في ذلك الوقت، انتهز الناشطون الاحتفال بالذكرى العاشرة للإعلان، والذي عقد في ويندهوك أيضًا، لاقتراح إعلان جديد يتناول القضايا الخاصة بالإذاعة والتلفزيون واعتماده، وهو الإعلان الذي صدر تحت اسم الميثاق الإفريقي للبث الإذاعي والتلفزيوني (African Charter on Broadcasting). ويُعد الراديو في إفريقيا وسيلة الإعلام التي تصل لأكبر عدد ممكن من الأفراد.
وقد اُتخذ تاريخ اعتماد الإعلان، 3 مايو، بعد ذلك يومًا عالميًا لحرية الصحافة. ويُعد الإعلان ذا تأثير كبير لأنه أول إعلان من سلسلة من الإعلانات المشابهة في جميع أنحاء العالم ولأنه تأكيد مهم على التزام المجتمع الدولي بحرية الصحافة. وقد تلا ذلك صياغة عدة إعلانات مشابهة في بعض مناطق العالم النامي الأخرى منها: إعلان ألما - آتا في آسيا الوسطى، وإعلان صنعاء للشرق الأوسط، وإعلان سانتياغو لأمريكا اللاتينية ودول الكاريبي. إلا أنه وبعد مرور عشرة أعوام على صدور إعلان ويندهوك، أشار بيان الأمم المتحدة الصادر في جوبيلي إلى ضعف حرية الصحافة في مواجهة العنف السياسي والاستبداد.
وتحفل الفترة منذ 1991 وحتى الآن بالأحداث التي تدعو للقلق. فالدول التي تعاني من قمع، مثل زيمبابوي تحت حكم روبرت موجابي، أو عنف منهجي، مثل ليبريا، تشهد ارتفاعًا في حالات الرقابة على الصحافة وإرهابها.

## وصلات خارجية
- نص الإعلان